# Leucophaeus
Leucophaeus is een geslacht van vogels uit de familie meeuwen (Laridae). Het geslacht telt vijf soorten. Eerder waren de vogels uit dit geslacht ingedeeld bij het geslacht Larus.

## Soorten
- Leucophaeus atricilla  – Lachmeeuw
- Leucophaeus fuliginosus  – Lavameeuw
- Leucophaeus modestus  – Grijze meeuw
- Leucophaeus pipixcan  – Franklins meeuw
- Leucophaeus scoresbii  – Dolfijnmeeuw